# Puertoricotangara
Puertoricotangara (Nesospingus speculiferus) är en säregen västindisk tätting som numera oftast placeras i den egna familjen Nesospingidae.

## Utseende
Puertoricotangaran är en medelstor tätting med en kroppslängd på 18-20 centimeter. Båda könen är generellt olivbruna ovan och blekgrå eller vita under. Den vuxna fågeln har lätta sotstrimmor på bröstet, vit strupe, en tydlig vit fläck på vingen samt mörk hätta och mörkt ansikte som döljer ögonen. Undergumpen är blekt gulbrun. Hanen har svart övre näbbhalva och vit undre, medan honan har en helsvart näbb. Ungfåglarna liknar sina föräldrar men är brunaktiga under och saknar vingfläcken 

## Utbredning och systematik
Arten förekommer som namnet avslöjar endast i höglänta områden på ön Puerto Rico, där den förekommer i bergsskogar på mellan 300 och 1350 meters höjd, koncentrerad kring östra och västra sidan av den centrala bergsryggen på ön. Avskogning har lett till att utbredningsområdet fragmenterats.

### Familjetillhörighet
Fram tills nyligen placerades den i familjen tangaror (Thraupidae). DNA-studier visar dock den utgör en egen utvecklingslinje nära släkt tillsammans med likaledes karibiska och tidigare tangarorna i Spindalis, Phaenicophilus och troligen Calyptophilus, men även Microligea palustris och Xenoligea montana, två arter som tidigare ansetts vara skogssångare. Denna grupp står närmare skogssångare och trupialer än tangaror. 
Inom gruppen är de olika utvecklingslinjerna relativt gamla, där Nesospingus skilde sig från närmaste släktingen Spindalis för nio miljoner år sedan. Det gör att den numera oftast lyfts ut i en egen familj, Nesospingidae. Andra behandlar hela gruppen, utom Calyptophilus, som en enda familj, Phaenicophilidae.

## Levnadssätt
Puertoricotangaran tar nattkvist kollektivt i stora stånd med bambu eller i palmer. De utgör ofta kärnan i blandade artflockar, framför allt vintertid när flyttfåglar från norr tillkommer. Under häckningstid är de mycket territoriella och försvarar sina revir.

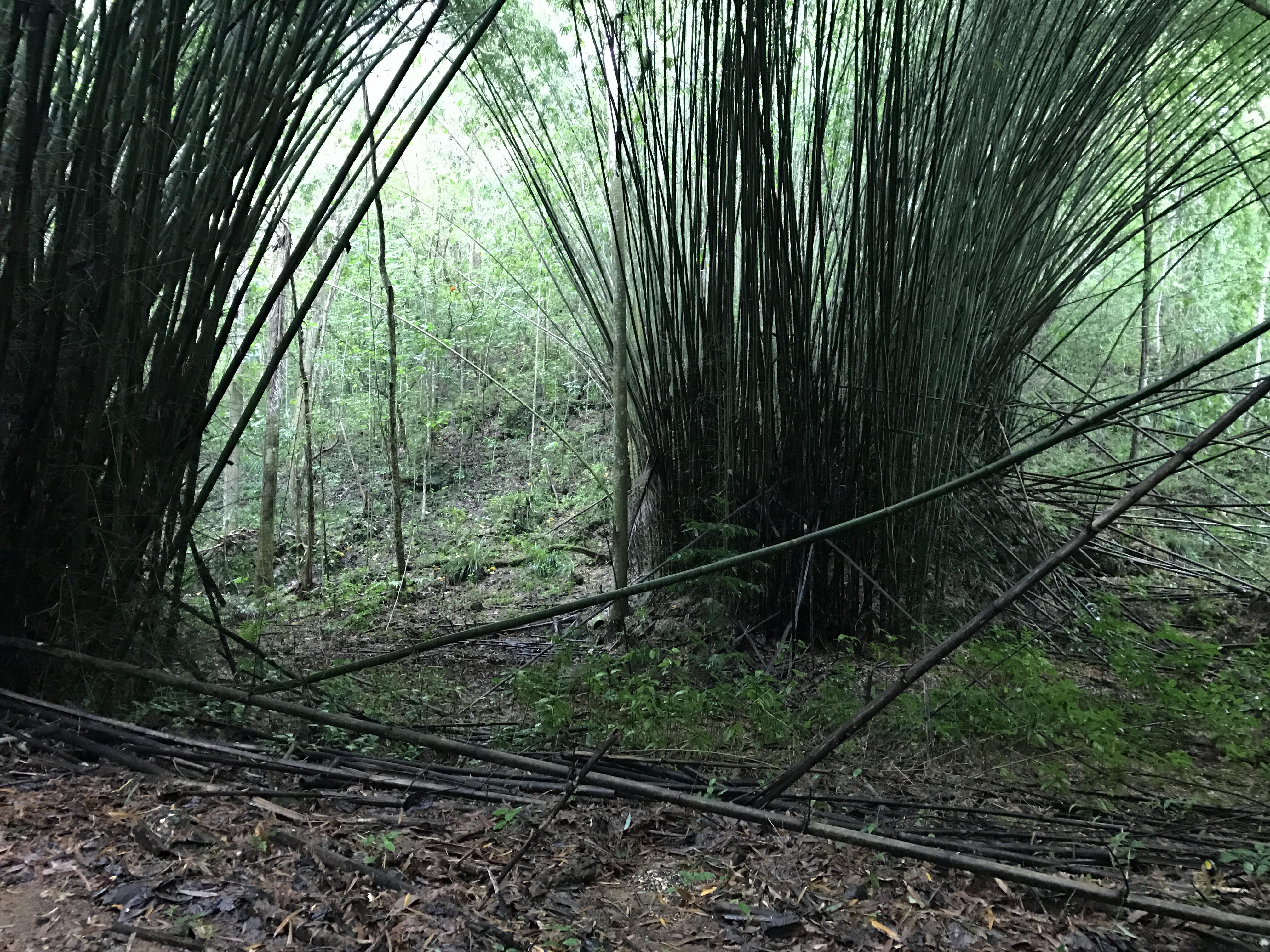
Bambustånd i en puertoricansk regnskog där puertoricotangaran typiskt tar nattkvist.

### Föda
Fågeln lever främst av ryggradslösa djur och frukt. Den har också setts inta ödlor och fågelungar, men huvuddelen av födan består av spindlar, insekter, hundrafotingar, sniglar, och olika sorters frukt, (ofta från Cecropia och Clusia) samt trädgrodor av släktet Eleutherodactylus.

### Häckning
Arten häckar från januari till slutet av juli, även om häckning har konstaterats under andra delar av året. Det skålformade boet placeras längst ut på en gren två till tio meter upp. Honan lägger två till tre vita ägg med röbruna fläckar.

## Status och hot
Puertoricotangaran har ett litet utbredningsområde. Till följd av orkanerna Irma och Maria 2017 har habitatförlusten ökat och beståndet minskat kraftigt. Risken finns att den kan minska än mer i antal efter framtida orkaner. Internationella naturvårdsunionen IUCN kategoriserar arten som sårbar (VU).